# Impuls (elektricitet)
 For alternative betydninger, se Impuls. (Se også artikler, som begynder med Impuls)
En elektrisk impuls er et kortvarigt strøm- eller spændingsudsving, der kan være tilsigtet eller utilsigtet.
De utilsigtede impulser betegnes ofte støjimpulser (eller blot støjpulser), da de kan virke forstyrrende på ubeskyttede elektroniske kredsløb. Af de største kan nævnes udladningerne fra lyn (LEMP = Lyn ElektroMagnetisk Puls) og fra atomvåben (NEMP = Nuklear ElektroMagnetisk Puls).
De svagere støjpulser, der stammer fra elektrisk eller magnetisk støjende apparater kaldes transienter. Det kan være kontaktstøj fra køleskabe, støvsugere og knallerter. Apparater, der er CE-mærket, skal overholde visse grænseværdier med hensyn til udsendelse af støj, men også have en vis immunitet overfor omgivende støjkilder.
I elektroniske kredsløb anvendes impulser til at viderebringe signaler mellem kredsløbene. En række dataimpulser (serielle data) kaldes ofte et pulstog, og indeholder binær information.
Grænseområdet mellem analog og digital elektronik kaldes ofte impulsteknik.